# Trinity (skelet)
Trinity is de naam van het TRX-293 tyrannosaurus rex skelet dat met 67 miljoen jaar oude beenderen van drie verschillende dieren werd samengesteld. De ontbrekende delen werden nagemaakt om het skelet te vervolledigen. Het skelet maakt onderdeel uit van de verzameling van kunstverzamelaar Fernand Huts.  

## Kenmerken
Hans-Jakob (Köbi) Siber (1942) een Zwitserse autodidactisch paleontoloog-liefhebber en zijn team hebben de originele beenderen opgegraven in de Amerikaanse staten Montana en Wyoming. Het samengesteld geraamte heeft een lengte van 11,6 meter, een breedte van 2,6 meter en een schofthoogte van 3,9 meter. Het bestaat uit 293 beenderen van 3 dino's opgegraven tussen 2008 en 2013 in de Hell Creek en de Lance Creek formaties. 
De naam Trinity verwijst expliciet naar de drie-eenheid of samenstelling uit drie verschillende dieren. TRX-293 is geen volgnummer, maar verwijst naar het aantal aanwezige beenderen in het Tyranosaurus ReX (TRX) geraamte.
De verwachting is dat de huidige eigenaar, Trinity in de toekomst publiek zal tentoonstellen in de Antwerpse Boerentoren.

## Eigenaren
- De Zwitserse paleontoloog Hans-Jakob Siber als ontdekker en samensteller voor zijn privé verzameling
- Tijdens de Koller veiling op 18 april 2023 te Zurich, had een Europese privéverzamelaar het winnend bod van 4,878 miljoen euro. De koper betaalde in totaal 5,6 miljoen euro inclusief de veilingkosten. Dit bedrag lag een stuk onder de geschatte waarde van 6 tot 8 miljoen en ook beduidend minder dan de vorige 2 skeletten. Al snel bleek de koper de The Phoebus Foundation, de kunststichting van Belgisch ondernemer en kunstverzamelaar Fernand Huts te zijn.

## Geveilde skeletten
In 2023 zijn er ongeveer 100 authentieke skeletten van de tyrannosaurus rex bekend, maar slechts 3 werden ooit via veiling te koop aangeboden.
- Sue, 90% origineel en in 1997 voor een toenmalige recordprijs van 7,6 miljoen dollar geveild bij Sotheby's
- Stan, 65% origineel en in 2020 voor ongeveer 30 miljoen euro verkocht bij Christie's
- Trinity, 50% origineel